# آلفا رومئو ۲۰۰۰
آلفارومئو ۲۰۰۰ (Alfa Romeo ۲۰۰۰) خودرویی است که در سال‌های ۱۹۵۸–۱۹۶۱در ایتالیا تولید شده‌است.
طراحی آن خودروهای موتور جلو-محور عقب بوده است. سیستم جعبه‌دندهٔ آن ۵ دنده به صورت دستی است.